# Governatorato di Łomża
Il governatorato di Łomża (in polacco: Gubernia łomżyńska) fu un'unità amministrativa (governatorato) del Regno del Congresso (Polonia).

## Storia
Nel 1867 i territori del Governatorato di Augustów e del Governatorato di Płock furono divisi in: un Governatorato di Płock più piccolo, nel Governatorato di Suwałki (costituito principalmente dai territori del Governatorato di Augustów) e per ricreare il Governatorato di Łomża.
Nel 1893, una piccola quantità di territorio fu trasferita dal Governatorato di Łomża al Governatorato di Varsavia.